# Rod Blagojevich
Milorad „Rod“ R. Blagojevich (* 10. prosince 1956, Chicago, Illinois, USA) je americký právník a demokratický politik srbského původu, bývalý guvernér státu Illinois.
Absolvoval studium práv na Northwestern University a Pepperdine University. V letech 1997 až 2003 byl členem Sněmovny reprezentantů a od ledna 2003 do ledna 2009 byl guvernérem státu Illinois.
Krátce po zvolení Baracka Obamy prezidentem USA byl 9. prosince 2008 zatčen pro podezření z korupce. Vyšetřovatelé zveřejnili část odposlechů, podle kterých se guvernér mimo jiné pokoušel prodat křeslo senátora, které se uvolnilo Obamovým vítězstvím v prezidentských volbách, nejvyšší nabídce. Nového senátora totiž v takovém případě jmenuje guvernér. Překvapivá byla i značná vulgárnost guvernérových telefonátů. Údajně také naléhal na majitele deníku Chicago Tribune, aby propustil redakční vedení, které publikovalo několik kritických článků o jeho osobě.
Illinoiská ministryně spravedlnosti Lisa Madiganová podala 12. prosince nejvyššímu soudu žádost, aby guvernéra dočasně zbavil funkce. Soud potvrdil, že návrh dostal. Pokud by byl Blagojevich odsouzen, hrozí mu až 30 let vězení.
9. ledna 2009 odhlasovala Sněmovna reprezentantů státu Illinois v poměru 114:1 zahájení impeachmentu Roda Blagojeviche. Proces skončil tím, že byl 29. ledna shledán vinným a odvolán z funkce.